# Raphael Rossatto
Raphael Marques Rossatto (Rio de Janeiro, 20 de julho de 1987) é um ator, cantor e dublador brasileiro. Ficou conhecido por emprestar a voz para Flynn Rider (José Bezerra) nas canções de Enrolados da Disney, papel que herdou nas continuações. Fez também alguns outros papéis conhecidos na Disney, como Kristoff em Frozen, o papel-título de O Cavaleiro Solitário, e Gary em No Ritmo.
Raphael também empresta sua voz ao ator Daniel Arenas, na maioria de suas telenovelas, e Chris Pratt, na maioria de seus filmes.

## Carreira
Nascido no Rio de Janeiro, Raphael começou cedo sua trajetória no teatro. Com sete anos, fez o espetáculo “Confissões Infantis”, com direção de Paloma Riani e Cristina Bittencourt, fez também Tudo por um Pop Star, baseado no livro de Thalita Rebouças, produzido pela Aventura Entretenimento e dirigido por Pedro Vasconcelos, integrou o elenco do bem sucedido 60 Doc. Musical, produzido pela Brain Mais e dirigido por Frederico Reder, além de ser Jesus no musical Godspell, produzido pelo Ceftem e dirigido por João Fonseca.
| “                  | A vontade de ser ator começou ainda no circo. Desde pequeno eu era palhaço, atuava nas esquetes e comédias do circo, fui me tornando ator sem mesmo perceber o que estava fazendo. E depois fui só me aperfeiçoando e expandindo meus horizontes a todas as vertentes que essa profissão nos proporciona. | ” |
| — Raphael Rossatto | |   |

Como dublador, Raphael se formou em 2010 em um curso de dublagem que tinha como professores os dubladores Claudio Galvan e Mabel Cezar. No mesmo ano, Raphael Rossatto começou a dublar e ganhou destaque por emprestar a voz para Flynn Rider (José Bezerra) nas canções do filme Enrolados da Disney. Inicialmente, Raphael iria dublar o Flynn no filme inteiro, mas por questões de marketing o apresentador Luciano Huck foi escalado para o papel, fazendo com que Raphael só dublasse o personagem nas canções do filme. No entanto, Rossatto assumiria o papel por completo na série Enrolados Outra Vez. Ele também fez a voz de Kristoff em Frozen, de Senhor das Estrelas (Chris Pratt) começando por Guardiões da Galáxia, e Cisco Ramón em The Flash.

## Principais trabalhos

### Dublagens
- Fiyero (Jonathan Bailey) em Wicked (filme)
- Kristoff em Frozen: Uma Aventura Congelante,[2] Frozen: Febre Congelante, Olaf: Em Uma Nova Aventura Congelante de Frozen, Frozen 2 e Era Uma Vez um Boneco de Neve
- Flynn Ryder/José Bezerra em Enrolados (canções), Enrolados Outra Vez: O Especial, As Enroladas Aventuras da Rapunzel[5] e Enrolados Para Sempre
- Patralhão Quebra-Conchas Cabrera (Robopato) em DuckTales: Os Caçadores de Aventuras
- Armie Hammer em O Cavaleiro Solitário, Espelho, Espelho Meu[2] e O Nascimento de uma Nação
- Tom Wachowski (James Marsden) em Sonic - O Filme e Sonic 2 - O Filme
- Donnie Wilson (O'Shea Jackson Jr.) em Covil de Ladrões
- Capitão Mitch Nelson (Chris Hemsworth) em 12 Heróis
- Lucca Changretta (Adrien Brody) em Peaky Blinders (4ª Temporada)
- Gary (Brandon Johnson) em No Ritmo
- Chris Pratt no Universo Cinematográfico Marvel,[6] Passageiros, Jurassic World: O Mundo dos Dinossauros[2] Jurassic World: Reino Ameaçado[7] e Sete Homens e um Destino[2]
- Augustus Waters (Ansel Elgort) A Culpa é das Estrelas[2]
- Sam Claflin em Piratas do Caribe: Navegando em Águas Misteriosas, Como Eu Era Antes de Você, Simplesmente Acontece[2] e Jogos Vorazes: A Esperança – Parte 1[2][2]
- Adam (Jamie Blackley) em Se Eu Ficar[2]
- Jake Lacy em Armas na Mesa, O Natal dos Coopers, Até que o Amor os Separe e  Rampage: Destruição Total
- Capitão Speke (James Badge Dale) em Guerra Mundial Z
- Aethewulf (Moe Dunford) em Vikings[2]
- Shiro em Voltron: O Defensor Lendário[2]
- Ezra Fitz (Ian Harding) em Pretty Little Liars[2]
- Cisco Ramón (Carlos Valdes) em Flash
- Ansel Elgort em Carrie: A Estranha e Cidades de Papel
- Romeu em A Lady e o Lobo
- Peanutbutter em BoJack Horseman
- Ty Rux Dinotrux[2]
- James (Dan Jeannotte) em Reinaldo
- Eret Como Treinar o Seu Dragão 2[2]Raphael em um encontro de fãs de dublagem na Saraiva.

- Amadeu em Um Time Show de Bola

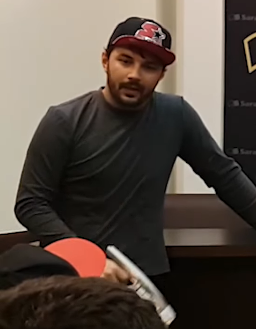
Raphael em um encontro de fãs de dublagem na Saraiva.

- Pokédex em Pokémon (temporadas XYZ e Sol & Lua)
- Hamilton em Carros 3
- Mario em Super Mario Bros. O Filme
- Rei Magnífico em Wish: o Poder dos Desejos[8]
- Spyro o Dragão em Skylanders Academy
- Guy em Os Croods[2]
- Hendrickson em Os Sete Pecados Capitais
- Ethan Wate em Dezesseis Luas
- Adam Rodriguez em Magic Mike
- Carlos Rojo (Alfonso Herrera) A Ditadura Perfeita

- Daniel Arenas em Coração Indomável,[2] A Gata[2][9] e Teresa[2]

- Danilo Carrera em Contigo Sim (SBT)

- Skip Vronsky em Morgan
- Derrick Hill em Enlisted
- Scott (David Giuntoli) 13 Horas: Os Soldados Secretos de Benghazi
- Vincent Swan em White Gold
- Marcelo Escalante Fuentes em A Cor da Paixão
- Jolly the Pimp (Ethan Hawke) Valerian e a Cidade dos Mil Planetas
- Henry Winchester em Sobrenatural
- Gus em Na Sala da Julie
- Cal Zapata em Battleship: A Batalha dos Mares
- Anders em XOXO: A Vida é uma Festa
- Trystane Martell em Game of Thrones
- Tom Brady em Ted 2
- Trevor em Diários de um Vampiro
- Hafifu em A Guarda do Leão EP Os Gorilas Perdidos 1ª Temporada
- Lance em Pokémon Gerações
- Número 2 em Piratas Pirados
- Eric LeMarque (Josh Hartnett) em O Poder e o Impossível[10]
- M. Bouc em Assassinato no Expresso do Oriente[11]
- Bruce Lee em A Origem do Dragão[10]
- Solotov em (Josh Stewart) em O Atirador[10]
- Dan Gauthier (Alferes Sam Lavelle) em Jornada nas Estrelas: A Nova Geração (7ª temporada)[10]
- Yani Gellman (Julian Gallego) em O Mentalista[10]
- Chord Overstreet (Sam Evans - 2ª voz) em Glee[10]
- Percy Patterson em Pépequeno[12]
- Santiago Alvado (Carlos Ferro) em Cair em Tentação[13]
- Hendrickson em Nanatsu no Taizai[14]
- Kieran em Scream[14]
- Danny em The Catch[14]
- Dave Rose em Finais Felizes[14]
- Henry Bowers em It - Capítulo Dois[15]
- Lance em Casal Improvável[16]
- Barley Lightfoot em Dois Irmãos: Uma Jornada Fantástica[17]
- Tommy em Sombra Lunar [18]
- Jaskier em The Witcher[19]
- Papel em Pedra, Papel, Tesoura

### Jogos eletrônicos
- Kayn em League of Legends[10]
- Alexios em Assassin's Creed Odyssey[20]
- Simon em Detroit: Become Human
- Ethan Winters em Resident Evil Village[21]
- Arthas em Warcraft III
- Peter Quill (Senhor das Estrelas) em Guardiões da Galáxia[22]
- River Ward em Cyberpunk 2077
- Jaser Strach em Enigma do Medo

### Peças de teatro
- O Homem no Espelho - Musical[23]
- O Julgamento do Paranormal
- Hella
- Godspell
- Tudo por um Pop Star
- Peter Pan – Eu acredito em Fadas
- Anos 80 – Um Musical de Filho para Pai
- O Tesouro Encantado
- O Reino da Gataria
- 60! Década de Arromba – Doc. Musical[24]

## Prêmios e indicações
| Ano  | Prêmio       | Categoria            | Trabalho                              | Resultado |
| ---- | ------------ | -------------------- | ------------------------------------- | --------- |
| 2022 | Cubo de Ouro | Dublagem geek do ano | Ethan Winters - Resident Evil Village | Indicado  |